# Leo Hebert
Leo Hebert (Athabasca, 27 ottobre 1931 – 28 ottobre 2020) è stato un giocatore di curling canadese.

## Biografia
Vinse un'edizione dei campionati mondiali di curling nel 1964, edizione disputata a Calgary, Canada con Lyall Dagg, Fred Britton e Barry Niamark.